# Bataille de Worcester
Guerre anglo-écossaise (1650-1652)
Batailles
- Dunbar
- Inverkeithing
- Warrington Bridge (en)
- Wigan Lane
- Upton (en)
- Worcester

La bataille de Worcester (3 septembre 1651, à Worcester en Angleterre) est la dernière bataille de la première révolution anglaise. Les troupes parlementaires de la New Model Army commandées par Oliver Cromwell remportent la victoire sur l'armée royaliste, majoritairement écossaise, de Charles II d'Angleterre.